# Pjotr Stepanowitsch Galadschew
Pjotr Stepanowitsch Galadschew (russisch Пётр Степанович Галаджев; * 15.jul. / 28. Dezember 1900greg. in Staryj Krym, Russisches Kaiserreich; † 5. Oktober 1971 in Moskau) war ein sowjetischer Szenenbildner und Schauspieler.

## Biografie

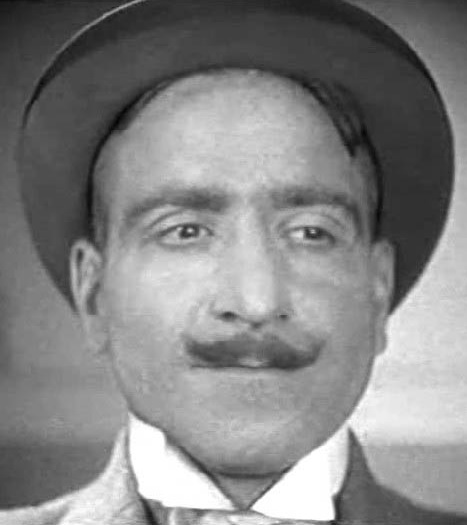
Galadschew in Weliki uteschitel (1933)

Pjotr Galadschew war das vierte von neun Kindern der Hausfrau Uljana Jefremowna Galadschewa († 1947) und des Angestellten Stepan Jemeljanowitsch Galadschew († 1935). Er wuchs in Moskau auf und zeigte schon früh zeichnerisches Talent. Dies verhalf ihm 1915 zu einer Anstellung als Künstler am Simin-Theater sowie einem Studium am WChUTEMAS, das er 1920 beendete.
1919 schloss sich Galadschew als Darsteller dem Опытно-героический театр (Opytno-geroitscheski teatr; dt.: Experimentelles Heroisches Theater) in Moskau an und verblieb dort bis zu dessen Schließung im Jahr 1923. Von 1920 bis 1936 arbeitete er außerdem als Grafiker für verschiedene Zeitschriften. 1921 lernte Galadschew den Regisseur und Darsteller Lew Kuleschow kennen und spielte anschließend in mehreren seiner Filme mit. Außerdem ließ er sich unter Kuleschows Leitung bis 1925 an der Moskauer Filmschule ausbilden. Anfang der 1930er Jahre inszenierte Galadschew für Wostokfilm zwei Dokumentarfilme, ein drittes Projekt konnte wegen der Schließung des Studios nicht realisiert werden.
1939 begann Galadschew mit Друзья встречаются вновь (Drusja wstretschajutsja wnow) seine Laufbahn als Szenenbildner im Film. Parallel dazu trat er bis Mitte der 1940er Jahre noch vereinzelt vor die Kamera, stellte danach seine schauspielerischen Aktivitäten bis auf zwei kleine Rollen in den späten 1960er Jahren jedoch ein. Bis kurz vor seinem Tod gestaltete er Film- und Fernsehprojekte in den verschiedensten Genres und arbeitet mit bekannten Regisseuren wie seinem ehemaligen Förderer  Kuleschow, Alexander Rou und Sergei Gerassimow  zusammen. Für die Ausstattung von dessen Sozialdrama Am See (1970) erhielt Galadschew 1971 den Staatspreis der UdSSR. Bereits sechs Jahre zuvor war er zum Verdienten Künstler der RSFSR ernannt worden. Seine Hauptwirkungsstätte war das Sojusdetfilmstudio.
Galadschew galt als prinzipientreuer Mensch, der bereit war, die Mitarbeit an einem Film auch vorzeitig beenden. Dies geschah u. a. bei den Vorbereitungen zu Gerassimows Den Menschen lieben (1972), dessen Szenenbild daraufhin von Pjotr Isidorowitsch Paschkewitsch beendet wurde. Das Zerwürfnis mit dem bekannten Regisseur belastete Galadschew jedoch schwer. Er starb kurz darauf und wurde auf dem Wwedenskoje-Friedhof beigesetzt.
Galadschew war zweimal verheiratet. Der ersten Ehe entstammte sein Sohn Alexander und der zweiten die Tochter Natalja. Diese absolvierte ebenfalls das Staatliche All-Unions-Institut für Kinematographie und wurde Filmkritikerin.

## Theaterarbeit (Auswahl)
- Gewitter – von Alexander Ostrowski
- König Ödipus – von Sophokles
- Die Heirat – von Nikolai Gogol
- Der goldene Hahn – von Alexander Puschkin

## Filmografie (Auswahl)

### Szenenbildner
- 1947: Kreuzer Warjag (Kreiser „Warjag“)
- 1951: Die Kumpels von Donbass (Donezkije schachtery)
- 1952: Mainacht (Maiskaja notsch, ili utoplenija)
- 1961: Die Rothaarige (Ryschik)
- 1962: Als die Bäume groß waren (Kogda derewja byli bolschimi)
- 1970: Am See (U osera)
- 1973: Den Menschen lieben (Ljubit tscheloweka)

### Darsteller
- 1924: Луч смерти (Lutsch Smerti)
- 1926: Nach dem Gesetz (Po sakonu)
- 1927: Ваша знакомая (Wascha Snakomaja)
- 1934: Марионетки (Marionetki)
- 1938: Остров сокровищ (Ostrow sokrowischtsch)
- 1938: Доктор Айболит (Doktor Aibolit)
- 1942: Клятва Тимура (Kljatwa Timura)
- 1945: Der unsterbliche Kaschtschai (Kaschtschai Bessmertny)
- 1967: Журналист (Schurnalist)
- 1968: Feuer, Wasser und Posaunen (Ogon, woda i… mednyje truby)